# Rudolf Clausius
Rudolf Julius Emmanuel Clausius (Köslin, 2 januari 1822 – Bonn, 24 augustus 1888) was een Pruisisch natuurkundige. Hij is een van de grondleggers van de thermodynamica en van de kinetische gastheorie. Het principe van Clausius, de vergelijking van Clausius-Clapeyron en de viriaalstelling van Clausius zijn naar hem vernoemd.

## Biografie
Clausius werd geboren in het destijds Duitse Köslin, tegenwoordig Koszalin in Polen. Hij begon zijn opleiding op de school van zijn vader, maar na een aantal jaren ging hij naar het gymnasium in Stettin (huidige Szczecin). Aansluitend studeerde hij wis- en natuurkunde aan de Universiteit van Berlijn, waar hij in 1844 afstudeerde, en in Halle, waar hij in 1847 zijn doctorstitel behaalde over optische effecten van de aardatmosfeer.
Vervolgens was hij docent natuurkunde aan de Koninklijke Artillerie- en Genieschool in Berlijn en privaatdocent aan de Berlijnse universiteit. In 1855 werd hij benoemd tot hoogleraar aan het Polytechnicum te Zürich – de latere Eidgenössische Technische Hochschule (ETH) – waar hij aanbleef tot 1867. In dat jaar verhuisde hij naar Würzburg en twee jaar later, in 1869, naar Bonn. In 1870 organiseerde hij een korps geneeskundige troepen in de Frans-Duitse Oorlog. Hij raakte tijdens de strijd gewond, en kreeg het IJzeren Kruis toegekend.
Clausius was gehuwd met Adelheid Rimpham en had zes kinderen, die hij na de dood van zijn vrouw in 1875 alleen moest opvoeden. In 1886 hertrouwde hij met Sophie Sack, met wie hij nog een kind kreeg. Twee jaar later overleed hij op 66-jarige leeftijd te Bonn.

## Werk
Hij onderwierp de Carnotcyclus aan een grondige analyse. In de jaren 1854-1865 legde hij de grondslag voor een sleutelbegrip van de thermodynamica, de entropie en formuleerde hij in 1854 de Tweede Hoofdwet. Zijn belangrijkste artikel, "Über die bewegende Kraft der Wärme" (over de bewegende kracht der warmte), werd in 1850 gepubliceerd en handelde over de mechanische theorie van warmte. In dit schrijven toonde hij aan dat er een tegenstrijdigheid was tussen Carnots principe en het concept van behoud van energie. Clausius herformuleerde de twee wetten van de thermodynamica om deze tegenstelling te overwinnen.
Voortbouwend op het werk van August Krönig, die de moleculaire bewegingen in gassen aan een statische behandeling had onderworpen, introduceerde Clausius in zijn artikel "Über die Art der Bewegung, welche wir Wärme nennen" (over de aard van de beweging die wij warmte noemen) van 1857, naast de rechtlijnige translatiebeweging van Krönig ook een vibratie- en rotatiebeweging van moleculen. Clausius vereenzelvigde warmte met de beweging van moleculen en atomen.
In dit verband formuleerde hij de 'ongelijkheid van Clausius', die stelt dat de kringintegraal van dQ/T in een toestandsdiagram alleen dan nul is als het pad waarlangs de kringloop plaatsvindt volledig reversibel is. Anders is de integraal altijd kleiner. Hieruit volgt de fenomenologische definitie van entropie S: dS = dQ/T voor reversibele processen (Hierbij is dQ een infinitesimale hoeveelheid uitgewisselde warmte in joule en T de absolute temperatuur in kelvin).
Clausius is bekend van de Clausius-Clapeyronvergelijking die het verband tussen dampdruk en temperatuur beschrijft. In de kinetische gastheorie voerde hij het begrip vrije weglengte in. Na 1875 werkte hij voornamelijk aan de elektriciteitsleer, zij het zonder veel succes. Ook het postulaat van Clausius is naar hem genoemd. In 1879 kreeg hij de Copley Medal en een Huygensmedaille in 1870.

## Entropie
In 1867 gaf hij een boek uit, getiteld "Die mechanische Wärmetheorie", waarin hij zijn baanbrekende ideeën uiteenzette. Hij was echter geen erg helder schrijver en het duurde vrij lang voor zijn begrippen gemeengoed werden in de wetenschap. Lord Kelvin – overleden in 1907 – bijvoorbeeld heeft nooit ingezien dat het begrip entropie nuttig was om tot een goed begrip van de Tweede Hoofdwet te komen. Een moderne tegenstander van de term entropie is Arieh Ben-Naim. In een serie boeken geeft hij aan dat entropie beter betiteld kan worden als ontbrekende informatie (Missing Information).
- Base de données des élites suisses: 81255
- Biblioteca Nacional de España: XX1460021
- Bibliothèque nationale de France: cb12221741z (data)
- Catàleg d'autoritats de noms i títols de Catalunya: 981058511806206706
- CiNii: DA03079368
- Gemeinsame Normdatei: 116540486
- Historisch woordenboek van Zwitserland: 041690
- International Standard Name Identifier: 0000 0001 0888 0610
- Library of Congress Control Number: n85800208
- Mathematics Genealogy Project: 124908
- Bibliotheek van het Japanse parlement: 001148302
- Nationale Bibliotheek van Tsjechië: ola2002158980
- Nationale bibliotheek van Australië: 35230052
- Nationale Bibliotheek van Israël: 987007259590705171
- Nationale Bibliotheek van Polen: a0000002391666
- Nederlandse Thesaurus van Auteursnamen: 074276026
- Réseau des bibliothèques de Suisse occidentale: 02-A023065953
- Istituto Centrale per il Catalogo Unico: REAV096503
- LIBRIS: 226887
- SNAC: w6j40wtp
- Système universitaire de documentation: 030892872
- Trove: 874094
- Virtual International Authority File: 36968732
- WorldCat: E39PBJyxpgDYyXYyD9gWD7hj4q